# Dolná Ždaňa
Dolná Ždaňa (bis 1948 slowakisch „Dolná Ždáňa“; ungarisch Alsózsadány – bis 1892 Alsózsdány) ist eine Gemeinde in der Mitte der Slowakei mit 878 Einwohnern (Stand 31. Dezember 2024), die zum Okres Žiar nad Hronom, einem Teil des Banskobystrický kraj, gehört.

## Geographie
Die Gemeinde befindet sich inmitten des Talkessels Žiarska kotlina am Unterlauf des Baches Prochotský potok, der als rechtsufriger Zufluss in den Hron mündet. Westliche Teile des Gemeindegebiets nehmen einen Teil des Gebirges Vtáčnik ein und sind dicht bewaldet. Das Ortszentrum liegt auf einer Höhe von 239 m n.m. und ist neun Kilometer von Žiar nad Hronom entfernt.
Nachbargemeinden sind Horná Ždaňa im Norden, Dolná Trnávka im Nordosten, Hliník nad Hronom im Südosten und Süden sowie Bzenica im Südwesten und Westen.

## Geschichte
Der Ort wurde zum ersten Mal 1391 als Sdan schriftlich erwähnt und war damals Teil des Herrschaftsgebiets der Burg Revište. Ende des 17. Jahrhunderts kamen die Ortsgüter zum Besitz der Schemnitzer Bergkammer.
Bis 1918 gehörte der im Komitat Barsch liegende Ort zum Königreich Ungarn und kam danach zur Tschechoslowakei beziehungsweise heute Slowakei. Die Haupteinnahmequelle der Bevölkerung war bis in die 1960er Jahre Landwirtschaft, danach pendeln die Einwohner vermehrt in umliegende Industriebetriebe.

## Bevölkerung
| Jahr                | 1994 | 2004     | 2014     | 2024    |
| ------------------- | ---- | -------- | -------- | ------- |
| Anzahl der Personen | 597  | 678      | 888      | 878     |
| Unterschied         |      | +13,56 % | +30,97 % | −1,12 % |

| Jahr                | 2023 | 2024    |
| ------------------- | ---- | ------- |
| Anzahl der Personen | 883  | 878     |
| Unterschied         |      | −0,56 % |

Nach der Volkszählung 2011 wohnten in Dolná Ždaňa 796 Einwohner, davon 710 Slowaken, 19 Roma, sowie jeweils ein Pole und Tscheche. 65 Einwohner machten keine Angabe zur Ethnie.
595 Einwohner bekannten sich zur römisch-katholischen Kirche, sechs Einwohner zur Evangelischen Kirche A. B, fünf Einwohner zur Pfingstbewegung, zwei Einwohner zur orthodoxen Kirche sowie jeweils ein Einwohner zu den Zeugen Jehovas und zur evangelisch-methodistischen Kirche; drei Einwohner bekannten sich zu einer anderen Konfession. 91 Einwohner waren konfessionslos und bei 92 Einwohnern wurde die Konfession nicht ermittelt.

## Bauwerke
- römisch-katholische Kirche im klassizistischen Stil aus dem Jahr 1847